# 語音變化
語音變化，又稱音變，即任何影響發音（語音變化）或語音系統結構（音系變化）的語言變化。音變可以是由一個語音（或是一個語音特徵）變為另一個的變化、完全丟失、甚或是從無到有的語音增生。音變可以是有語有環境條件的，即是某音僅在一定的語音環境下發生變化，而其他環境不受影響。 而「音變」這個術語指的是 歷時性的變化──也就是一個語言音系跨時間的變化；而「交替」指的則是一個語言共時的音韻變化（即單一語者的語言內，依鄰近語音所產生的變化），且不影響該語音的底層形式。（例如，-s 在英語複數形式可以因環境而有差異，如bet[s]‘賭’、bed[z]‘床’，即是語音交替，而不是音變）。然而，「音變」可以用來指稱一些因歷史變化而引起的交替情形（例如，托斯卡納語元音後的/k/，早期為di [k]arlo‘卡洛（人名）的’，但現在為di [h]arlo‘卡洛（人名）的’，在其他位置的交替形式仍為[k]：con [k]arlo‘與卡洛（人名）’），也因此術語名稱定義上常須說明指涉的是音位變化或是結構重組。
音變研究的基本工作原則通常是規律性假設，意即語音會在滿足結構條件的環境下機械式地套用變化，而不考慮任何非語音性的因素（例如受影響的詞的語義）。 然而，一些明顯的例外變化仍會發生，可能來自方言間的借用、語法類推、及其他可知或不可知的因素。有些變化會被認為是「偶發的」，意即這樣的音變只發生在特殊的字詞中，而不具明顯的規律性。
十九世紀的青年語法學派引進了「音變定律」（sound law）來指稱規律性音變規則，取名參考的可能是物理中的「定律」（law）， 而「定律」現今仍用來指稱一些特定的音變規則，同時以發現該規律的研究者來命名，例如格林定律、格拉斯曼定律及其他音變定律。而現實中的變化一般多承認例外；僅管如此，對於規律、無例外音變的預期仍具有其啟發性的價值，因為有這樣的理論假設，歷史語言學家才能定義出語言間的規律性對應關係（參見：比較法）。
音變都只發生在一定的時間和空間範圍內。也就是說，音變只作用在有限的地域（特定方言內）和有限的時間之內。 也因為這個（和其他）原因，「音變定律」這個術語被批評暗指有普遍性，這對音變來說是不切實際的。
影響到語音系統的音變，如對音位數量、分布產生影響的音變，可以用「音系變化」來更好的涵蓋。

## 形式表示法
一般音變公式敘述：
A > B
讀作「A音變入B音（或被B音取代、反映為B音等）」是故，A 屬於一個語言推測的早期階段，而B屬於較晚近的階段。 箭頭符號「>」是可以反轉表示的，B < A，意即B（較晚）變自A（較早）。
例如：
POc. *t > Rot. f
指的是原始大洋洲語（POc.）的 *t 在羅圖馬語（Rot.）中的反映為清唇齒擦音 [f] 。
這樣一段公式敘述的兩端只標示了開頭和結尾，並不表示中間沒有任何的過渡階段。上述例子實際上是一串音變經過壓縮後的表述；*t 先是變為清齒擦音 [θ] ，再來才變為現今的 [f] 。這項音變可以更完整地呈現如下：
t > θ > f
而音變除非不具條件（在任何環境下皆發生），否則須標明其發生的環境：
A > B/X__Y
意即「A變為B，環境為X之後、Y之前」。
例如：
It. b > v /[vowel]__[vowel] 也可簡化為
It. b > v /V__V （大寫V表示任何元音）
意即「元音間的 [b] （源自拉丁語）在義大利語變為 [v]」（如 caballum, dēbet > cavallo ‘馬’、deve ‘必須（第三人稱單數）’）
第二個例子：
PIr. [−cont][−voi] > [+cont]/__[C][+cont]
意即「原始伊朗語中，輔音前的無聲非通音（即清塞音）在後面緊臨通音（響音或擦音）時，變入相對應的無聲通音（清擦音）」原始印度-伊朗語 *pra ‘第四’ > 阿維斯陀語 fra； *trayas ‘三’（陽性主格複數） > 阿維斯陀語 θrayō； *čatwāras ‘四’（陽性主格複數） > 阿維斯陀語 čaθwārō； *pśaws ‘牛的’（主格 *paśu） > 阿維斯陀語 fšāoš （主格 pasu）。要注意的是，塞音前不發生擦化，如 *sapta ‘七’> 阿維斯陀語 hapta。（但在變為古波斯語的方言中，擦化在所有輔音群中均發生，古波斯語 hafta ‘七’。）
井字號「#」代表詞的邊界（詞首或詞尾）。故如「/__#」表示「詞尾位置」而「/#__」表示「詞首位置」。例如：
Gk. [stop] > ∅/__#
即「希臘語中，原詞尾的塞音被刪除」。
上述公式可簡寫為：
Gk. P > ∅/__#
大寫字母P表示任何塞音。

## 基本工作原則
下列是一些青年語法學派模型理解下對音變進行公式化整理的基本工作原則。 然而，對現代語言學家而言，這些原則並非完全不能違反的規則，而是視為指導方針。
音變無記憶：音變不會區分不同的古音來源，若較早的音變導致 X, Y > Y（X和Y合流為Y），新的音變不會只對X有影響。
音變無視語法：音變只具有音韻性制約，如同「在非重讀音節發生 X > Z」一般。舉列來說，音變不能只影響形容詞。 唯一的例外情況是，音變或可能、或不能辨認詞的邊界，即便詞的邊界沒有任何韻律性標示。此外，音變亦可能在屈折變化中產生規律化（如動詞變位），但在這種情況下的變化即是形態性的變化，而非音韻性的變化。
音變無例外：若音變可以發生，便會發生。且所有滿足變化條件的音均會改變。明顯的例外仍可能因類推或其他規則化過程發生，亦可能由其他音變，甚或由不可知的控制因素導致。這個原則是由青年語法學派提出的傳統觀點。在過去幾十年研究中發現，即便原則上可能，音變不一定會影響所有滿足條件的詞。 然而，一項音變在給定足夠時間的情況下，往往會擴展到整個詞庫中所有可能發生音變的詞項，儘管不總是如此。 例如，在西班牙語中，原先通俗拉丁語的[g]（濁軟顎塞音）在 [i e ɛ] 之前會顎化，這項音變似乎已擴及到所有可能發生此變化的詞項。相對地，原拉丁語中的[k]在詞首位置則濁化為[g]，如 colaphus > golpe 和 cattus > gato，但不見於在 canna > caña。請參見詞彙擴展。
音變不可避免：所有語言皆因時、因地而有所變異，無論書寫或其他媒介均無法阻擋音變。

## 音變相關術語
歷史語言學中，有一些固定的術語來指稱幾類語音變化 ，無論是依語音性質或依演變結果來看。 有一些類型的變化常是偶發性的，即是，發生在某特定形式的變化或多或少算是意外演變。影響到整個語音系統的音變也可依對音系影響的方式、程度進行分類。參見音系變化。
- 同化：某音變得近似於另一音，或兩音變得互相近似（較少見）。 例如：拉丁語的前綴 *kom- 在舌尖音 ([t d n])前變為 con-：contactus‘接觸’, condere ‘建立’, connūbium‘合法聯姻’。 絕大多數的同化發生在連續音段中，且多數為前音趨同於後音（例如在 connūbium, m-+n 變為 -nn- 而非 -mm-）。 連續音段中的同化，就歷時而言，是規律音變而非偶發的孤例。
- 異化：同化的相反。某音變得更不像另一音，或兩音變得互相不近似（較少見）。 例如：拉丁語 quīnque /kʷiːnkʷe/ ‘五’> 原始羅曼語 *kinkʷe （比較法語 cinq、義大利語 cinque 等）； 中世紀西班牙語 omne ‘男人’ > 西班牙語 hombre。 絕大多數的異化涉及非連續音段，但是，與同化類似的地方是，多數為前音依後音變化，而後音不變。 異化通常是偶發的現象，但是也有如格拉斯曼定律（發生在梵語和希臘語）系統化的異化的例證。若連續擦音中，一音變為塞音亦歸類為異化，則是原始日耳曼語 *hs 變為英語 /ks/ （拼寫為x）的變也可視為一規律變化，原始日耳曼語 *sehs ‘六’> 古英语 siex 等。
- 換位：兩音位置互換。 例如：古英語 thridda 變為中古英語 third。此類變化多數為偶發性的，但有些仍可視為規則性的音變定律，如原始羅曼語 *tl >西班牙語 ld，故 *kapitlu、*titlu ‘座堂議會’、‘一點’ > 西班牙語 cabildo、tilde。換位可發生在非連續音段間，如希臘語 amélgō ‘我擠奶’ > 現代希臘語 armégō。
- 弱化：輔音的軟化，例如塞音變為塞擦音或擦音；及與之相對的強化，輔音的硬化。
- 聲調起源：音節變為有具辨義作用的音高差異。
- 連音變化：詞的邊界的條件變化，不發生在別處。可以針對特定的語素：如漢語（如閩南語）的變調，梵語的連音。
- 疊音脫落：兩個相鄰的音節相似或相同時，丟失其中一個。 例如：古英语 Englaland 變為現代英語的 England，或是 probably 發為 [ˈprɒbli]。這種变化通常作用於常用語。疊音脫落（haplology）本身具有兩個相似的音節，有時會開玩笑地把這個詞說成「haplogy」。
- 刪略，可細分為：音節刪略（elision）、首音刪略（aphaeresis）、中音刪略（syncope）和尾音刪略（acope）。
  - 音節刪略：美國東南部的英語，中央元音往往會發生刪略，如 American 不是 /əˈmɛɹəkən/ 而是 /ˈmɚkən/。標準英語 possum < opposum ‘負鼠’。
  - 中音刪略：古法語 estat ‘國家’，詞中 s 消變為 état。類似的變化也見於英語 soften、hasten、castle 等等。
  - 尾音刪略：古英語詞尾的 -e [ə] 原本是要發音的，但是現代英語已丟失，僅於書寫上保留。英語 /b/ 和 /ɡ/ 在詞尾且在鼻音後時也會刪略lamb ‘羔羊’、long ‘長’ /læm/, /lɒŋ ~ lɔːŋ/。
- 插音：兩音中間插入一音。 例如：拉丁語 humilis > 法语/英语 humble；斯拉夫語唇音和硬顎滑音 /j/ 之間會插入 /l/ ，如 *zemya ‘土地’ > 俄語 zemlya （земля）。常見的插音多為兩輔音間的過渡音，但也有元音插音的例子：非標準英語的 film 變為兩個音節，athlete 變為三個音節。插入可以是規律的，如原始印歐語的工具後綴 *-tlom 變為拉丁語的 -culum（故如 speculum ‘鏡子’ < *speḱtlom、 pōculum ‘酒杯’ < *poH3-tlom）。
- 補音：詞首增音。 例如：拉丁語詞首 /s/ +塞音音串在古西班牙語和古法語會增生一個 /e/ ；如西班牙語 estado 源自拉丁語 status。
- 鼻化：緊臨鼻輔音的元音可能發生語音性的鼻化，但若鼻輔音進一步丟失，而元音仍保有鼻音性，則這樣的鼻音性就具有音位性，即具辨義作用。法語詞尾的 -in 本來讀作 [in]，但現在 [n] 已丟失，讀作 [ɛ̃]。（例外請見聯誦）。

## 歷史音變舉隅
- 日耳曼語元音變音
- 格林定律
- 格拉斯曼定律
- 維爾納定律
- 元音大推移（英語）
- 高地德語子音推移
- 斯拉夫語的顎化
- 北海日耳曼語鼻音消失法則
- 日語歷史音變
- 平分陰陽
- 濁上歸去
- 娘日歸泥
- 濁音清化（漢語）

## 腳註
1. ↑  Sihler, p. 50
2. ↑  For example by "[t]he French phoneticians and the Fino-Ugric linguists", according to Anttila, p. 85.
3. ↑  See Hill, Nathan W. (2014) 'Grammatically conditioned sound change （页面存档备份，存于）.' Language and Linguistics Compass, 8 (6). pp. 211-229.